# Milan Konjović
Milan Konjović (en serbe cyrillique : Милан Коњовић ; né le 28 janvier 1898 à Sombor - mort le 20 octobre 1993 à Sombor) est un peintre serbe. En raison de sa palette colorée et de son style expressif, les critiques l'ont surnommé « le dernier des fauves ». Il est membre de l'Académie serbe des sciences et des arts.

## Biographie

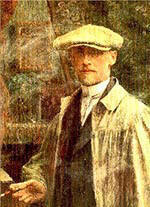
Vlaho Bukovac, un ami croate et un maître de Milan Konjović.

Milan Konjović effectue ses études élémentaires et secondaires à Sombor entre 1904 et 1916. En 1914, a lieu sa première exposition, composées de quelque cinquante œuvres peintes dans la nature, sur le vif.
En 1919, il est admis à l'Académie des Beaux-Arts de Prague, dans la classe de Vlaho Bukovac ; mais il quitte l'Académie dès la fin du second semestre et continue sa formation de manière indépendante, en fréquentant notamment l'avant-garde tchèque. Il fait ainsi la connaissance du peintre croate Jan Zrzavý qui l'initie à l'art de Léonard de Vinci.
Il poursuit ensuite ses études à Vienne et visite les musées de Munich, Berlin et Dresde.
Il arrive à Paris en mai 1924 et y reste jusqu'en 1932, avant de retourner dans sa ville natale de Sombor. Dans les années 1929-1933, Milan Konjović s'engage dans un style de peinture que l'on appelle « période bleue ». En 1931, il expose à la Galerie Bing et Cie, en 1932 à la Galerie van Leer et en 1937 à la Galerie Mouradian-Vallotton. Il participe également à plusieurs Salons parisiens. À Sombor, il peint la ville mais aussi les gens et les paysages de sa région. L'été, il peint les villes de Dalmatie comme Mlini, Cavtat, et Dubrovnik.
À la période bleue succède une « période rouge » qui dure de 1934 à 1940. Mais, en 1941, Konjović est conduit comme prisonnier de guerre à Osnabrück. Après sa libération, il commence à peindre des pastels et plus particulièrement en 1943, 1944 et 1949. De 1945 à 1952, il commence créer des œuvres employant des couleurs atténuées ; cette période de sa création est appelée la « période grise ».
L'année 1953 est considérée comme un tournant dans le style de Konjović, avec le recours à des couleurs pures, extrêmement vives. Les années 1953-1960 sont ainsi surnommées la « période coloriste », suivie de la période dite « associative » (1960-1984). À cette époque, Milan Konjović participe à des « colonies d'artistes » en Voïvodine. En 1985 commence la « période byzantine », avec des compositions traitant de thèmes empruntés à l'histoire de l'Empire byzantin.

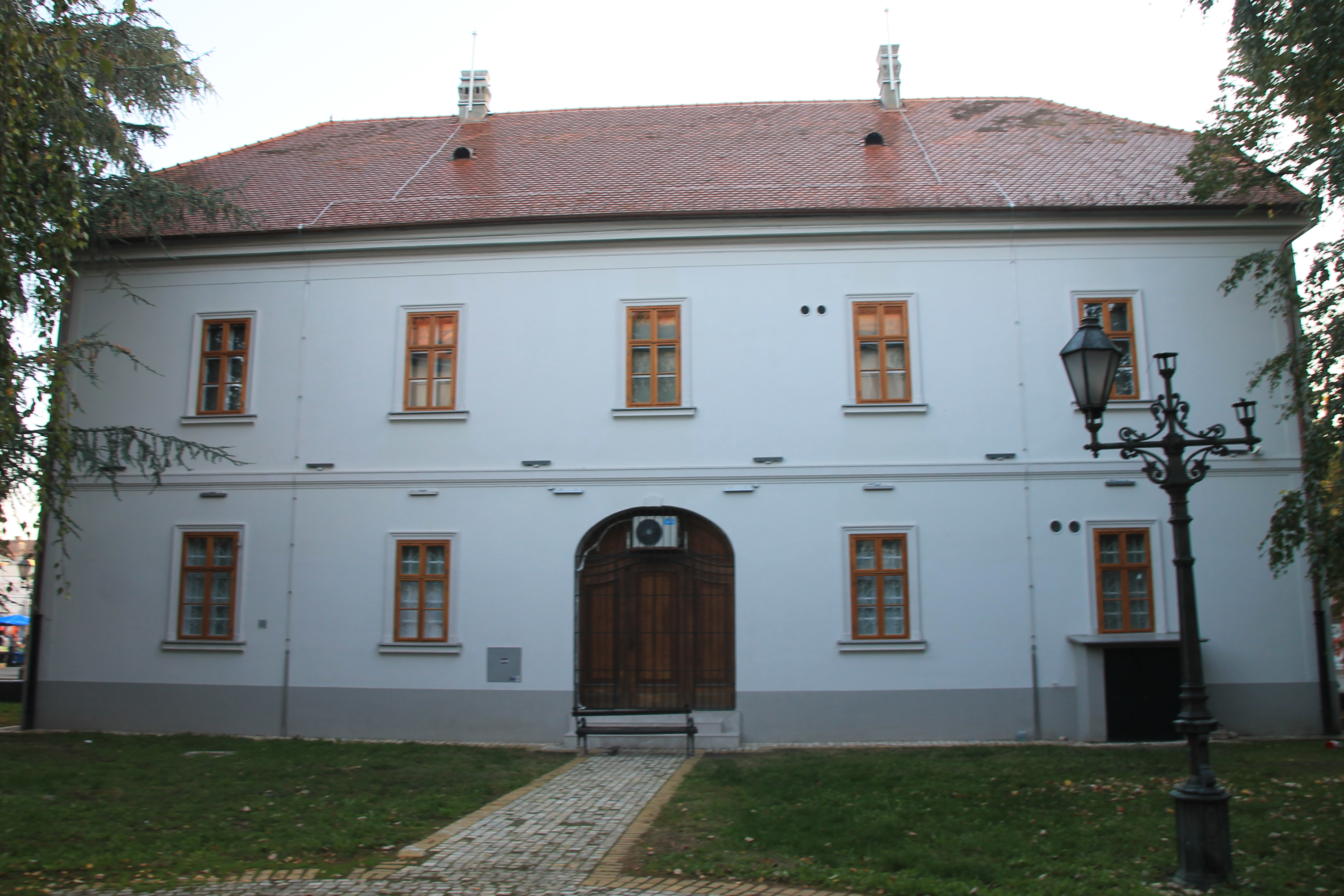
La Galerie Milan Konjović de Sombor.

À la fin de 1990, Konjović avait créé environ trente œuvres nouvelles, complétant le corpus des quelque 6 000 œuvres déjà réalisées, peintures, pastels, aquarelles, temperas, dessins, tapisseries, décors de théâtre, dessins de costumes, vitraux, mosaïques etc.
Au cours de sa vie, Konjović a exposé 297 fois de manière individuelle, et il a participé à quelque 700 expositions collectives, dans son pays d'origine aussi bien qu'à l'étranger. Il fut ainsi montré à Prague, New York, Londres, Amsterdam, São Paulo, Rome, Modène, Athènes, Paris et Moscou. Le 10 septembre 1966, la Galerie Milan Konjović ouvre à Sombor ; elle présente aujourd'hui une sélection de 1 084 de ses œuvres. En 1979, Konjović est élu à l'Académie de Voïvodine pour des arts et les sciences ; en 1986, il devient membre correspondant de l'Académie yougoslave des Sciences et des Arts et, en 1991, membre de l'Académie serbe des sciences et des arts.

## Périodes

### Les débuts1913-1928
- Forêt (1913), Autoportrait(1920), Nature morte (1922)...

### Période bleue:1929-1933
- Cassis bleu (1929), Nu dans un fauteuil (1930)...

### Période rouge:1934-1940
- Ema et Veroška (1936), Portrait d'un professeur (1938)...

### Période grise:1945-1952
- Dans la loge(1946)...

### Période coloriste:1953-1960
- La Ferme au toit rouge (1958), Tournesols (1959)...

### Période associative:1960-1985
- Tournesol (1963), Quatre croix, quatre tours (1971)...

### Période byzantine:1985-1990
- L'Ange blanc (1986), Un ange (1986), Trois saints (1990)...[4]